# Lista de prefeitos de Blumenau
Prefeitos administram Blumenau, no estado brasileiro de Santa Catarina, desde 1883 até os dias atuais. São os responsáveis por exercer o poder executivo municipal da cidade.
Blumenau foi fundada pelo químico farmacêutico alemão Hermann Blumenau, de quem a cidade recebeu o nome. A colonização do local teve início em 1850 por imigrantes alemães. Em 4 de fevereiro de 1880, a colônia foi elevada à categoria de município.

## Governantes do período imperial (1883 — 1889)
| Nome                       | Retrato | Início do mandato     | Fim do mandato        | Observações                                |
| -------------------------- | ------- | --------------------- | --------------------- | ------------------------------------------ |
| José Henrique Flores Filho |         | 10 de janeiro de 1883 | 10 de janeiro de 1887 | Presidente da Câmara Municipal de Blumenau |
| Guilherme Scheeffer        |         | 7 de janeiro de 1887  | 7 de janeiro de 1889  | Presidente da Câmara Municipal de Blumenau |
| Gustavo Salinger           |         | 7 de janeiro de 1889  | 1890                  |                                            |

## Governantes do período republicano (1889–presente)
| Nome                             | Retrato                 | Partido                           | Vice-prefeito                     | Início do mandato       | Fim do mandato                     | Observações |
| -------------------------------- | ----------------------- | --------------------------------- | --------------------------------- | ----------------------- | ---------------------------------- | --- |
| Henrique Clasen                  |                         |                                   | —                                 | 7 de janeiro de 1890    | 18 de janeiro de 1890              | Assembleia Legislativa e as Câmaras Municipais foram dissolvidas. Continuou como vice-presidente da Intendência. |
| José Bonifácio da Cunha          |                         | PRC                               | —                                 | 1890                    | 1892                               | Superintendente de 1 de abril a 7 de abril de 1892.                                                              |
| Fritz Müller                     |                         |                                   | —                                 | 1892                    | 1892                               | |
| Guilherme Engelke                |                         |                                   | —                                 | 06/05/1892              | 1893                               | Assumiu após renúncia de Fritz Müller.                                                                           |
| Francisco Faust                  |                         |                                   | —                                 | 28 de maio de 1892      | 14 de novembro de 1892             | |
| João Kersanach                   |                         |                                   | —                                 | 1892                    | 1893                               | |
| Henrique Probst                  |                         |                                   | —                                 | 1º de março de 1893     | 1º de abril de 1895                | |
| Otto Stutzer                     |                         |                                   | —                                 | 16 de abril de 1895     | novembro de 1898                   | |
| José Bonifácio da Cunha          |                         | PRC                               | —                                 | 1898                    | 1903                               | Eleito para um segundo mandato.                                                                                  |
| Alwin Schrader                   |                         | PRC                               | —                                 | 1º de janeiro de 1903   | 31 de dezembro de 1914             | |
| Paulo Zimmermann                 |                         | PRC                               | —                                 | 1914                    | 1923                               | |
| Curt Hering                      |                         | PRC                               | —                                 | 28 de julho de 1923     | 13 de outubro de 1930              | |
| Antônio Cândido de Figueiredo    |                         |                                   | —                                 | 6 de janeiro de 1931    | 22 de abril de 1933                | |
| Jacob Schmitt                    |                         |                                   | —                                 | 22 de abril de 1933     | 25 de fevereiro de 1934            | Nomeado por ato.                                                                                                 |
| Antônio Martins dos Santos       |                         |                                   | —                                 | 25 de fevereiro de 1934 | 20 de agosto de 1934               | |
| João Gomes da Nóbrega            |                         |                                   | —                                 | 20 de agosto de 1934    | 29 de maio de 1935                 | |
| Germano Beduschi                 |                         |                                   | —                                 | 29 de maio de 1935      | 3 de abril de 1936                 | |
| Alberto Stein                    |                         | AIB                               | —                                 | 1º de março de 1936     | 11 de janeiro de 1938              | Afastado do cargo em virtude do golpe de Estado do dia 10 de novembro de 1937.                                   |
| José Ferreira da Silva           |                         | AIB                               | —                                 | 11 de janeiro de 1938   | 28 de junho de 1941                | |
| Afonso Rabe                      |                         |                                   | —                                 | 28 de junho de 1941     | 22 de janeiro de 1944              | |
| Alfredo Campos                   |                         |                                   | —                                 | 22 de janeiro de 1944   | 13 de novembro de 1945             | |
| Frederico Guilherme Busch Júnior |                         |                                   | —                                 | 13 de novembro de 1945  | 19 de fevereiro de 1946            | |
| Germano Beduschi                 |                         |                                   | —                                 | 19 de janeiro de 1946   | 30 de abril de 1947                | Eleito para um segundo mandato.                                                                                  |
| Bruno Hildbrand                  |                         |                                   | —                                 | 30 de abril de 1947     | 15 de dezembro de 1947             | |
| Frederico Guilherme Busch Júnior |                         | UDN                               | —                                 | 15 de dezembro de 1947  | 31 de janeiro de 1951              | Eleito para um segundo mandato.                                                                                  |
| Hercílio Deeke                   |                         | UDN                               | —                                 | 31 de janeiro de 1951   | 26 de janeiro de 1955              | |
| Gherard Neufert                  |                         | UDN                               | —                                 | 26 de janeiro de 1955   | 31 de janeiro de 1956              | |
| Frederico Guilherme Busch Júnior |                         | UDN                               | —                                 | 31 de janeiro de 1956   | 31 de janeiro de 1961              | Eleito para um terceiro mandato.                                                                                 |
| Hercílio Deeke                   |                         | UDN                               | —                                 | 31 de janeiro de 1961   | 31 de janeiro de 1966              | Eleito para um segundo mandato.                                                                                  |
| Carlos Curt Zadrozny             |                         | ARENA                             | —                                 | 31 de janeiro de 1966   | 31 de janeiro de 1970              | |
| Evelásio Vieira                  |                         | MDB                               |                                   | 31 de janeiro de 1970   | 31 de janeiro de 1973              | |
| Félix Theiss                     |                         | MDB                               | Alfredo Iten                      | 31 de janeiro de 1973   | 1º de fevereiro de 1977            | |
| Renato de Mello Vianna           |                         | MDB/PMDB                          | Ramiro Ruediger                   | 1º de fevereiro de 1977 | 14 de janeiro de 1982              | |
| Ramiro Ruediger                  |                         | PMDB                              | —                                 | 14 de abril de 1982     | 31 de janeiro de 1983              | |
| Dalto dos Reis                   |                         | PMDB                              | Paulo Oscar Baier                 | 1º de fevereiro de 1983 | 31 de dezembro de 1988             | |
| Vilson Pedro Kleinübing          |                         | PFL                               | Victor Fernando Sasse (PL)        | 1º de janeiro de 1989   | 2 de abril de 1990                 | |
| Victor Fernando Sasse            |                         | PL                                | —                                 | 2 de abril de 1990      | 31 de dezembro de 1992             | Vice-prefeito eleito no cargo de titular                                                                         |
| Renato de Mello Vianna           |                         | PMDB                              | Vilson Luiz de Souza (PSDB)       | 1º de janeiro de 1993   | 31 de dezembro de 1996             | Eleito para um segundo mandato.                                                                                  |
| Décio Nery de Lima               |                         | PT                                | Inácio da Silva Mafra (PPS)       | 1º de janeiro de 1997   | 31 de dezembro de 2000             | Eleitos para um mandato.                                                                                         |
| Décio Nery de Lima               | 1º de janeiro de 2001   | PT                                | Inácio da Silva Mafra (PPS)       | 31 de dezembro de 2004  | Reeleitos para um segundo mandato. | |
| João Paulo Kleinübing            |                         | PFL                               | Edson Francisco Brunsfeld (PFL)   | 1º de janeiro de 2005   | 31 de dezembro de 2008             | Eleitos para um mandato.                                                                                         |
| João Paulo Kleinübing            | DEM                     | Rufinus Seibt (PMDB)              | 1º de janeiro de 2009             | 31 de dezembro de 2012  | Reeleitos para um segundo mandato. | |
| Napoleão Bernardes Neto          |                         | PSDB                              | Jovino Cardoso Neto (DEM)         | 1º de janeiro de 2013   | 31 de dezembro de 2016             | Eleitos para um mandato.                                                                                         |
| Napoleão Bernardes Neto          | Mário Hildebrandt (PSB) | PSDB                              | 1º de janeiro de 2017             | 5 de abril de 2018      | Reeleitos para um segundo mandato. | |
| Mário Hildebrandt                |                         | PSB                               | —                                 | 5 de abril de 2018      | 31 de dezembro de 2020             | Assumiu o cargo em função da renúncia de Napoleão Bernardes Neto.                                                |
| Mário Hildebrandt                | PODE/PL                 | Maria Regina de Souza Soar (PSDB) | 1º de janeiro de 2021             | 31 de dezembro de 2024  | Reeleito para um segundo mandato.  | |
| Egidio Ferrari                   |                         | PL                                | Maria Regina de Souza Soar (PSDB) | 1º de janeiro de 2025   | Atual                              | Eleito para um primeiro mandato e reeleita para um segundo mandato.                                              |